# Nikolaï Tchebourkine
 (janvier 2022).
La mise en forme du texte ne suit pas les recommandations de Wikipédia : il faut le « wikifier ».
Les points d'amélioration suivants sont les cas les plus fréquents. Le détail des points à revoir est peut-être précisé sur la page de discussion.
- Les titres sont pré-formatés par le logiciel. Ils ne sont ni en capitales, ni en gras.
- Le texte ne doit pas être écrit en capitales (les noms de famille non plus), ni en gras, ni en italique, ni en « petit »…
- Le gras n'est utilisé que pour surligner le titre de l'article dans l'introduction, une seule fois.
- L'italique est rarement utilisé : mots en langue étrangère, titres d'œuvres, noms de bateaux, etc.
- Les citations ne sont pas en italique mais en corps de texte normal. Elles sont entourées par des guillemets français : « et ».
- Les listes à puces sont à éviter, des paragraphes rédigés étant largement préférés. Les tableaux sont à réserver à la présentation de données structurées (résultats, etc.).
- Les appels de note de bas de page (petits chiffres en exposant, introduits par l'outil «  Source ») sont à placer entre la fin de phrase et le point final[comme ça].
- Les liens internes (vers d'autres articles de Wikipédia) sont à choisir avec parcimonie. Créez des liens vers des articles approfondissant le sujet. Les termes génériques sans rapport avec le sujet sont à éviter, ainsi que les répétitions de liens vers un même terme.
- Les liens externes sont à placer uniquement dans une section « Liens externes », à la fin de l'article. Ces liens sont à choisir avec parcimonie suivant les règles définies. Si un lien sert de source à l'article, son insertion dans le texte est à faire par les notes de bas de page.
- La présentation des références doit suivre les conventions bibliographiques. Il est recommandé d'utiliser les modèles {{Ouvrage}}, {{Chapitre}}, {{Article}}, {{Lien web}} et/ou {{Bibliographie}}. Le mode d'édition visuel peut mettre en forme automatiquement les références.
- Insérer une infobox (cadre d'informations à droite) n'est pas obligatoire pour parachever la mise en page.

Pour une aide détaillée, merci de consulter Aide:Wikification.
Si vous pensez que ces points ont été résolus, vous pouvez retirer ce bandeau et améliorer la mise en forme d'un autre article.
Nikolaï Vsevolodovitch Tchebourkine (en russe : Николай Всеволодович Чебуркин) (3 mai 1941, Orsk, Oblast d'Orenbourg – 20 décembre 2021, Moscou) — scientifique et inventeur dans le domaine des technologies de laser, directeur d’instituts de recherche et d'entreprises au sein du ministère de la Défense de la fédération de Russie. Docteur HDR en Sciences Physiques et Mathématiques (Doctor naouk), Professeur. Scientifique émérite de la fédération de Russie, Inventeur émérite de la fédération de Russie, membre de l'Académie Russe des Ingénieurs. Lauréat du Prix d'État de l'URSS, Lauréat du Prix du Conseil des ministres de l'URSS, Lauréat du prix d'État de la fédération de Russie.
Auteur de nombreux brevets scientifiques, articles et publications,,,,.

## Biographie
Né le 3 mai 1941 dans la ville d'Orsk (oblast d'Orenbourg) dans une famille de médecins et d'enseignants, N. V. Tchebourkine  gagne Moscou dans le cadre de ses études supérieures. En 1964, il est diplômé de l'Institut de génie énergétique de Moscou, en optique physique appliquée.
De 1964 à 1966, il travaille chez KB IVIS (Zelenograd, Moscou), puis de 1967 à 1970, chez OKB Vympel (Moscou). Parallèlement, il réalise un doctorat  à l'Université d'État Lomonossov de Moscou (1966–1969), et y travaille en tant qu’ingénieur jusqu'en 1970,.
À partir de 1970, il travaille chez NPO Astrofizika (Moscou), d'abord en tant que chef de groupe, et en accédant aux postes de directeur général adjoint pour la recherche, puis de directeur et ingénieur-constructeur en chef de OKB Granat.
En 1993, il devient directeur général et ingénieur-constructeur général de OKB Granat V. K. Orlov (Moscou), entreprise d’État fédérale dans le domaine des lasers à haute énergie. Parallèlement, il dirige à MIREA le département des lasers de haute puissance.
N. V. Tchebourkine a formé plusieurs dizaines de spécialistes de haut niveau dans les domaines de la physique de lasers et des technologies laser.
Collaborateurs, collègues : Nikolaï Dmitrievitch Oustinov (ru), Viktor Constantinovitch Orlov (ru), Piotr Vassilievitch Zaroubine (ru), Igor Nikolaïevitch Matveïev (ru).
N. V. Tchebourkine est enterré au cimetière Troïekourovskoïe de Moscou.

## Métiers et postes
- OKB Granat pour les lasers à haute énergie : directeur général, ingénieur-constructeur général
- Centre scientifique d'État Astrofisika pour les systèmes laser de la fédération de Russie : ingénieur-constructeur en chef, responsable du Centre de projets conjoints

## Diplômes et titres académiques
- 1987 : Docteur HDR en Sciences Physiques et Mathématiques (Doctor naouk)
- 1990 : Professeur

## Prix et récompenses
- 1978 : Lauréat du Prix d'État de l'URSS[11]
- 1990 : Lauréat du Prix du Conseil des Ministres de l'URSS
- 1990 : Médaille « Vétéran du Travail »
- 1997 : Médaille « En commémoration du 850e anniversaire de Moscou »
- 2000 : Lauréat du prix d'État de la fédération de Russie[1]